# Чоканье (лингвистика)
Чо́канье — неразличение звуков на месте аффрикат [ц] и [ч’] русского литературного языка, совпадение их в одном звуке, в мягком [ч’] или в твёрдом [ч]: [ч’]ар’ (царь), ку́ри[ч’]а (курица), кол’[ч’]о́ (кольцо), [ч’]е́лый (целый), оте́[ч] (отец), у́ли[ч]а (улица), до́[ч’]ка, пе[ч’], пле[ч’]о́, [ч’]и́сто, [ч]ай, [ч]у́до и т. п. Чоканье является одной из разновидностей, частным случаем, цоканья (языковых систем с одной аффрикатой) наряду с мягким и твёрдым цоканьем. Данное диалектное явление распространено в ряде говоров северо-восточной части территории северного наречия русского языка.

## Чоканье в лингвогеографическом аспекте
Чоканье — редкое для диалектов русского языка фонетическое явление, распространённое в немногочисленных, рассеянно расположенных говорах севернорусского наречия, главным образом, в северо-восточной части его ареала, почти не встречающееся в качестве единственного диалектного типа употребления аффрикат (в «чистом» виде). В основном чоканье встречается в фонетических системах говоров северо-востока в сосуществовании с мягким, реже — с твёрдым цоканьем. В связи с этим данное диалектное явление не имеет определённой изоглоссы и не образует компактного ареала, который бы совпадал с ареалом какого-либо диалектного объединения на территории распространения севернорусских говоров. Чоканье представлено в виде мелких островных ареалов преимущественно в говорах Вологодской группы, а также в ряде вятских и пермских говоров, не входя при этом в характеристику указанных диалектных объединений.
Различают мягкое и твёрдое чоканье:
- Совпадение аффрикат в [ч’] мягком: [ч’]ай — у́ли[ч’]а, огур[ч’и́] — ле[ч’и́]ть и т. п.
- Совпадение аффрикат в [ч] твёрдом: [ч]ай — у́ли[ч]а, огур[чы́] — ле[чы́]ть и т. п.

Мягкое чоканье встречается разрозненными ареалами по всей территории центральной и восточной частей Вологодской группы говоров, а также по всей территории вятских говоров (в верховьях Ветлуги без сочетания с цоканьем — в «чистом» виде), небольшие островки данного явления отмечаются на территории среднерусских цокающих говоров (в говорах Псковской группы, в южных владимирско-поволжских говорах и в восточных среднерусских акающих говорах). Твёрдое чоканье встречается намного реже мягкого чоканья, только в виде мелких единичных ареалов к западу от Великого Устюга в вологодских говорах, к западу от Котельнича в вятских говорах, к югу от озера Ильмень в новгородских говорах и к северу от Касимова и к западу от Саранска в восточных среднерусских акающих говорах.
Диалектные особенности носителей чокающих говоров отражены в скороговорках: «У нас в Котельниче четыре мельничи: паровича, водянича, ветрянича и электрича» (котельнические говоры); «Бежала овча мимо нашего крыльча, да как стукнечча, да перевернечча. „Овча, овча, возьми сенча!“ А овча и не шевеличча. С той поры овча и не ягничча» (вологодские говоры).

## Происхождение чоканья
Существуют две точки зрения на происхождение чоканья и его место в системе неразличения аффрикат. Согласно одной из них чоканье рассматривается как разновидность цоканья в таком понимании, при котором с генетической точки зрения и по положению в системах русских говоров чоканье вполне тождественно другим его разновидностям, мягкому и твёрдому цоканью. В противоположность этой точке зрения чоканье рассматривается как новообразование, связанное с воздействием на цокающие говоры литературного языка (с так называемым «отходом» от цоканья). Вторая точка зрения впервые была высказана В. Г. Орловой во многом на основании изучения закономерностей территориального распространения употребления аффрикат.
Возникновение чоканья, встречающегося в современных говорах, по мнению В. Г. Орловой вероятнее всего происходило в диалектных системах с мягким цоканьем на начальных этапах воздействия на эти говоры литературного языка в конце XIX — начале XX вв. Ареалы распространения чоканья связаны главным образом с теми территориями, население которых в этот период времени, преимущественно мужское, имело связи с городами (отхожие промыслы, работа на заводах и фабриках и т. п.), что нередко могло приводить к расслоению говорящих в одном и том же говоре — в «Опыте диалектологической карты русского языка в Европе» Н. Н. Дурново, Н. Н. Соколова и Д. Н. Ушакова отмечается наличие в говорах Вологодско-Вятской группы произношения мужчинами [ч’], а женщинами [ц’] мягкого или среднего звука между [ч’] и [ц’]. Исследователи русских говоров первой четверти XX века подчёркивают второстепенный характер чоканья по его положению в системе языка, отмечают в речи носителей цокающих говоров, испытавших влияние литературной нормы, наличие факультативных случаев употребления мягкой аффрикаты [ч’], нередко не только в соответствии /ч’/, но и в соответствии /ц/. Позднее, со второй четверти XX века, во время систематического и широкого восприятия литературного языка носителями говоров при их «отходе» от мягкого цоканья возникновение чоканья не фиксируется — в таких говорах усваиваемая аффриката [ч’] употребляется только в соответствии /ч’/, то есть «правильно» с точки зрения литературной нормы.
Таким образом, чоканье является новообразованием, развившимся после усвоения аффрикаты [ч’] — разновидностью перехода от цоканья к различению [ч’] и [ц] в определённый период существования цокающих говоров. Данное новообразование в известной степени стабилизировалось в части говоров, в которых мягкое цоканье на момент их исследования почти полностью или реже полностью вытеснено чоканьем, и которые теперь известны как «чокающие говоры». Возможно, чоканье стабилизировалось в тех говорах, влияние на которые литературной нормы могло временно ослабевать в силу тех или иных исторически складывающихся условий, в то время как в большинстве соседних с ними говоров влияние литературного языка не прекращалось и приводило к полному овладению упорядоченного употребления аффрикаты [ч’].